# Cuq
Cuq é uma comuna francesa na região administrativa da Nova Aquitânia, no departamento Lot-et-Garonne. Estende-se por uma área de 17 km². Em 2010 a comuna tinha 280 habitantes (densidade: 16,5 hab./km²).